# جینگ بوران
جینگ بوران (چینی: 井柏然; پین‌یین: Jǐng Bórán زادهٔ ۱۹ آوریل ۱۹۸۹) همچنین با نام بوبو جینگ (انگلیسی: Bobo Jing) نیز شناخته می‌شود، بازیگر و خواننده اهل چین است که پس از قهرمانی در برنامه استعدادیابی مای هیرو در سال ۲۰۰۷ به محبوبیت رسید. او به همراه فو شین‌بو، برنده جایگاه سوم در این برنامه، یک گروه موسیقی به نام بوبو تشکیل داد. از سال ۲۰۰۸، جینگ در فیلم‌ها و مجموعه‌های تلویزیونی حضور پیدا کرده‌است. او به خاطر ایفای نقش در شکار هیولا، مهاجمان زمان و ما و آنها شناخته می‌شود.